# Ronald Moody
Ronald Moody (* 12. August 1900 in Kingston; † 6. Februar 1984 in London) war ein jamaikanischer Bildhauer. Die meiste Zeit seines Lebens verbrachte er in England.

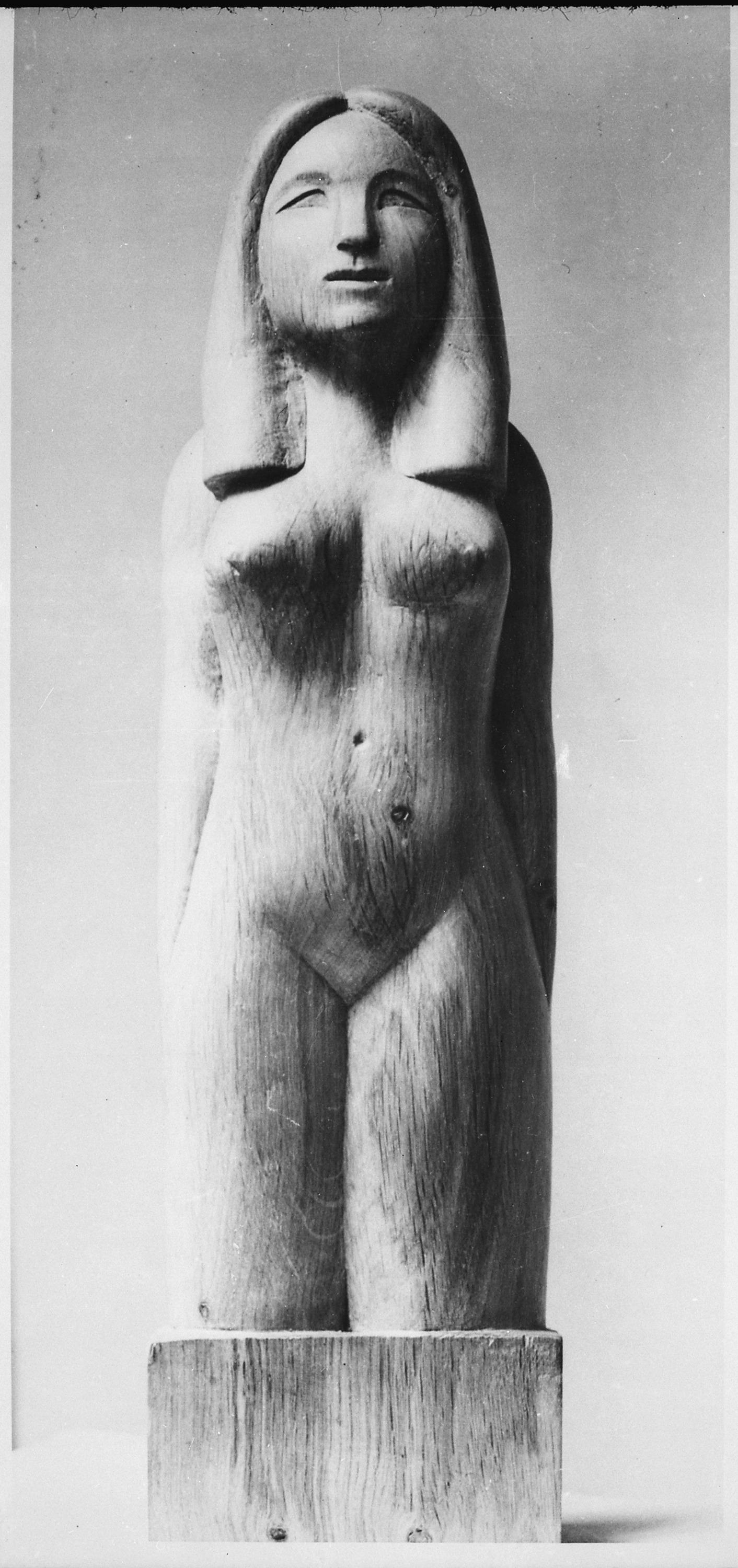
Annie

## Leben und Werk
Ronald Clive Moody wurde 1900 in Kingston, Jamaika geboren und besuchte dort die Calabar High School. Mit 23 Jahren begann er ein Studium der Zahnmedizin am King’s College London mit klinischer Ausbildung am Royal Dental Hospital. Er begann sich zunehmend für Philosophie zu interessieren, wobei ihn besonders die Philosophie Chinas und Indiens interessierte. In seiner Freizeit begann er mit der Bildhauerei in Holz. Es entstanden die Werke  Wohin (1934), benannt nach einem Lied aus Franz Schuberts Die schöne Müllerin, Johanaan (1936) und Tacet (1938). Seine Werke wurden in Europa mit großem Interesse aufgenommen. Seine erste Einzelausstellung wurde 1937 von der Galerie Billet in Paris veranstaltet. Es folgte im nächsten Jahr eine Ausstellung im Kunstzaal van Lier in Amsterdam und drei Gruppenausstellungen in Paris zwischen 1938 und 1940. 1938 heiratete Moody Helene Cowan, und die beiden zogen nach Paris, um ein Leben als Künstler anzufangen. Zwei Tage bevor die deutschen Truppen Paris besetzten, flohen beide mit dem Zug nach Orléans und zogen dann zu Fuß weiter nach Marseille. Während seine Frau direkt nach England zurückkehren konnte, musste er sich in mehrfachen Versuchen über die Pyrenäen nach Spanien und von dort aus nach England durchschlagen.
Nach dem Krieg begann er mit verschiedenen Materialien wie Beton, Fiberglas und Wachs zu arbeiten. Seit 1947 stellte er in London aus und trat 1953 der Society of Portrait Sculpture bei. Zur gleichen Zeit begann er sein Engagement als Fernsehredakteur und arbeitete für neue TV-Formate bei der BBC wie z. B. Calling the West Indies, Letter from London, Caribbean Survey und West Indian Diary. Er schrieb zu dieser Zeit ebenso Artikel und Kritiken für englische Magazine und arbeitete an einem Buch traditioneller afrikanischer Fulani-Geschichten mit. In den 1960er Jahren begann Moody sich in seinem Werk verstärkt mit seiner jamaikanischen Heimat auseinanderzusetzen. 1964 wurde er beauftragt eine Skulptur für den Kingstoner MONA-Campus der University of the West Indies zu schaffen. Es entstand die Skulptur Savacou, die eine mythische karibische Vogelgestalt darstellt. 1967 trat er dem Caribbean Artist Movement bei, das sich als Interessenvertretung der – in dieser Zeit stark wachsenden – karibischen Gemeinde Londons verstand. Seine Werke sind u. a. in der National Portrait Gallery London, der Tate Britain Gallery, der National Gallery of Jamaica und im Leicester Museum and Art Gallery ausgestellt.

## Auszeichnungen
1977 wurde Ronald Moody die höchste Auszeichnung des Institute of Jamaica die Musgrave-Medaille in Gold verliehen.
Der Krater Moody auf dem Merkur ist nach Ronald Clive Moody benannt.

## Werke
- Wohin, 1934.
- Johanaan (Frieden), 1936, Tate Britain.
- Midonz (Göttin der Transmutation), 1937.
- Tacet (es schweigt), 1938, National Gallery of Jamaica.
- Sleeper Mask, 1943.
- Dr. Harold Moody, 1946.
- Savacou, 1964.
- Time Hiroshima, 1967.
- Paul Robeson, 1968.